# Магнитогорский рабочий
Магнитого́рский рабо́чий — общегородская газета (г. Магнитогорск), выходящая с 1930 года. Тематика газеты — освещение событий в Магнитогорске и за его пределами, аналитика и комментарии, обзор вопросов бизнеса и экономики, событий культурной и спортивной жизни, официальная информация органов местного самоуправления.
Учредитель — коллектив редакции. Главный редактор — Куралай Бримжановна Анасова (с августа 2017 года).
Газета выходит 4 раза в неделю. По вторникам, средам печатается на 4 страницах формата A3, по пятницам — на 12 страницах формата A3 (цветной номер), по субботам — на восьми полосах формата A3.

## История газеты
Предшественником «Магнитогорского рабочего» на стройке века была стенная газета. «В июле 1929 года, когда у горы Магнитной застучали топоры первых строителей и когда образовалась первая партячейка, появилась здесь и первая стенгазета под гордым названием „Постройка гиганта“. Сперва в одном, потом в тридцати и даже в шестидесяти экземплярах выходила эта газета. Но всего этого было недостаточно… И властным требованием времени было: создать и иметь свою печатную газету! Живо откликнулись на это требование газета „Уральский рабочий“ и троицкая окружная газета „Вперёд“. Они направили на Магнитку своих работников, выделили средства. Многие центральные газеты — „Правда“, „Комсомольская правда“, бывшая „Рабочая газета“, журнал „Крокодил“ приняли самое деятельное участие в создании магнитогорской газеты» — писал «Магнитогорский рабочий» от 30 декабря 1959 года.
Первый номер «Магнитогорского рабочего» вышел 1 января 1930. Он печатался на оборудовании типографии, переданной из Верхнеуральска. Оборудование перевезли и смонтировали под руководством В. Токмачева, первого руководителя полиграфической службы Магнитки. Чтобы напечатать газету, станок приводили в действие вручную — еще не была подведена электроэнергия.
Первым главным редактором газеты был Александр Чистов.
С 1930 г. при газете работает городское литобъединение, носившее позднее имя Бориса Ручьева.
«Слушайте заводы Урала, Ленинграда, Украины, Крыма! Рабочие Магнитостроя предъявляют вам счет. Организуем всесоюзный контроль над магнитогорскими заказами! Создадим посты ударников и специалистов на заводах, выполняющих заказы гиганта. Магнитострой — это борьба за социализм» — такой была шапка первой страницы номера «Магнитогорского рабочего», выпущенного в ноябре 1930 года тиражом 250 тысяч экземпляров и разосланного по всей стране.
1 февраля 1932 года первая магнитогорская домна выдала первый чугун. «Вспоминается суровая зима 1932—1933 года, — писала газета 31 декабря 1969 года. — На первой домне создалась напряженная обстановка, освоение её мощности оказалось под угрозой срыва. В помощь доменщикам „Магнитогорский рабочий“ направил выездную редакцию. Она выпускала оперативную листовку „2000 тонн — не меньше!“. Там печатались сообщения о самоотверженном труде передовых людей, вскрывались конкретные недостатки и неурядицы, назывались имена виновников. Листовка выходила 24 раза в сутки. В её выпуске участвовал почти весь коллектив доменщиков и строителей доменного цеха». Постепенно ситуацию удалось стабилизировать. Приказом № 364 от 30 декабря 1932 года по строительству и эксплуатации Магнитогорского комбината «на основе требований рабочих» первой домне присвоено имя газеты «Магнитогорский рабочий».
В мае 1933 года состоялась первая городская легкоатлетическая эстафета на призы газеты «Магнитогорский рабочий». Вероятно, её «прообразом» можно считать «массовый бег», проходивший в Магнитогорске 5-6 мая 1932 года, результаты которого шли в зачет сдачи норм комплекса ГТО. С 1933 года всякий городской летний спортивный сезон — в том числе в годы Великой Отечественной войны — обязательно открывался городской традиционной эстафетой на призы «Магнитогорского рабочего». Этот пробег — одна из старейших в России эстафет на призы газеты. В 2004 и 2005 годах редакция «Магнитогорского рабочего» выставляла на легкоатлетические соревнования свою команду, состоявшую из сотрудников «Магнитогорского рабочего», их детей, друзей и читателей газеты.
В апреле 1935 году произошло большое преобразование магнитогорской печати. Оно было связано с тем, что Магнитогорск стал центром большого округа, который включил Магнитный, Кизильский, Полтавский, Нагайбакский, Верхнеуральский районы. Двухсоттысячный Магнитогорск должен был получить крепкую продовольственную базу. 5 апреля бюро Магнитогорского окружкома ВКП(б) приняло постановление «О сети газет и положении в издательстве „Магнитогорский рабочий“». Все многотиражки, обслуживающие строительные организации, были объединены в одну газету «Магнитострой», а заводские — в газету «Магнитогорский металл». Наибольшая ответственность легла на плечи редакции газеты «Магнитогорский рабочий». Ей предоставили статус окружной газеты, и с апреля она стала органом окружкома ВКП(б), окрисполкома, окрпрофсоюза и управления комбината. Этот статус существовал почти два года. «Магнитогорский рабочий» оказался центром и наставником всех районных газет. В апреле же состоялось совещание редакторов районных, колхозных, совхозных и политотделенческих газет. С ними редакции «МР» надо было держать постоянную связь, контролировать их работу. Помимо этого журналистам «Магнитогорского рабочего» пришлось регулярно освещать работу МТС, совхозов и колхозов. Для этой цели организовали сельскохозяйственный отдел, приняли новых литсотрудников, большинство из которых, а также некоторых опытных журналистов направили в районы.
В 1960—1980 гг. при редакции работала школа рабкоров. В сентябре 1960 года при редакции «Магнитогорского рабочего» по инициативе редактора Александра Кондакова появилась школа рабкоров. Были организованы рабкоровские посты и рейдовые бригады на предприятиях, при редакции открылась общественная приемная, были созданы нештатные отделы редакции и Магнитогорское отделение Союза журналистов.
С 1960 г. действует общественная приемная.
В 1966 году указом президиума Верховного Совета РСФСР от 3 октября за активную работу по коммунистическому воспитанию трудящихся Магнитогорска и мобилизации их на выполнение задач хозяйственного и культурного строительства «Магнитогорский рабочий» был награждён Почетной грамотой президиума Верховного Совета РСФСР.
В 1968 и 1978 годах «Магнитогорский рабочий» был участником Выставки достижений народного хозяйства, награждён дипломами первой и второй степени, а ряд сотрудников редакции были удостоены медалей ВДНХ.
К 100-летию со дня рождения В. И. Ленина (апрель 1970) «Магнитогорский рабочий» опубликовал двадцать тематических ленинских страниц. Журналистами была создана коллективная повесть о магнитогорцах — кавалерах ордена Ленина.
29 декабря 1979 года председателем президиума Верховного Совета СССР Леонидом Брежневым подписан Указ о награждении городской газеты «Магнитогорский рабочий» орденом «Знак Почёта» «за плодотворную работу по коммунистическому воспитанию трудящихся и мобилизации их на выполнение задач хозяйственного и культурного строительства».
1 января 1980 года Указом Президиума Верховного Совета СССР «Магнитогорский рабочий» награждён орденом «Знак Почета».
В мае 1989 года коллектив редакции «Магнитогорского рабочего» был награждён за первое место по итогам областного конкурса под девизом: «Экономическая реформа — в действии», объявленного Челябинской областной организацией Союза журналистов СССР.
До 1990 года газета «Магнитогорский рабочий» была органом горкома КПСС и горисполкома. С 1990 по 1992 годы издание орган городского Совета народных депутатов.
12 августа 1998 года за активное участие в правовом просвещении граждан Российской Федерации редакция газеты «Магнитогорский рабочий» была награждена памятной медалью имени Анатолия Федоровича Кони. Диплом, удостоверяющий награду, был подписан министром юстиции Российской Федерации Павлом Крашенинниковым.
В 2002 г. редакция газеты «Магнитогорский рабочий» реорганизована в АНО "Редакция газеты «Магнитогорский рабочий». В настоящее время учредителями газеты являются: Правительство Челябинской области, Администрация города Магнитогорска, Магнитогорское городское Собрание депутатов, Союз журналистов Челябинской области.
В апреле 2014 года газета «Магнитогорский рабочий» награждена знаком отличия «Золотой фонд прессы-2014». В декабре 2014 года «МР» удостоен знаком отличия «Золотой фонд прессы-2015».
В разное время в газете работали известные в стране прозаики и поэты: Марк Гроссман, Людмила Татьяничева, Александр Лозневой и др. Звание заслуженного работника культуры России получили работавшие в штате редакции «Магнитогорского рабочего» Рафаил Шнейвас (Николай Карташов), М. Верниковская, А. Богацкая, Т. Никифорова, Яков Ременник, Георгий Тихонов.

### Главные редакторы
- 1930—? — Чистов, Александр Анисимович
- ?—1935 — Безбабичев, Фёдор Фёдорович
- 1963—1983 — Ременник, Яков Моисеевич
- 1983—1989 — Кучер, Валерий Николаевич
- 1989—2002 — Тихонов, Георгий Михайлович
- 2002—2007 — Илларионова, Жанна Леонидовна
- 2007—2012 — Панков, Олег Владимирович
- 2012—2017 — Московец, Елена Олеговна
- с 2017 года — Анасова, Куралай Бримжановна

### Авторы
В разные годы в «Магнитогорском рабочем» работали и сотрудничали:
- Аристов, Владислав Николаевич
- Кондратковская, Нина Георгиевна
- Мозговой, Владимир Иванович
- Петренко, Владимир Владимирович
- Попов, Борис Емельянович
- Шарафутдинов, Раиф Кашифович
- Атеев, Алексей Григорьевич
- Татьяничева, Людмила Константиновна
- Лозневой, Александр Никитич
- и другие.

## Награды
- Орден «Знак Почёта» (1980)
- Знак отличия «Золотой фонд прессы (2014, 2015)
- Знак отличия «Золотой фонд прессы, 3 степени (2016)